# 태어나길 잘했어
《태어나길 잘했어》는 2022년에 개봉한 대한민국의 영화이다.

## 캐스팅
- 강진아 : 박춘희 역
- 박혜진 : 어린 춘희 역
- 홍상표 : 주황 역
- 황미영 : 노숙자 역
- 임호준 : 사촌 오빠 역
- 김금순 : 외숙모 역
- 변중희
- 이가경